# RED ZONE∞RADIO
レッドゾーン∞RADIO(レッドゾーン ラジオ)は、エフエム福岡で、2008年9月30日まで放送していたラジオ番組。FM福岡の自社制作番組に使用される第4スタジオからの生放送であり、その中ではラストバッターとなった。
終了後の2008年10月1日以降、この番組の放送時間はGing Ging Sparklingにあてられた。

## 放送時間
毎週月曜日 - 木曜日
20時00分 - 20時55分

## パーソナリティー
- (月・火)　杉山39、木村ヤスエ
- (水・木)　HARU、木村千香子

| スタブアイコン | サブスタブ | この項目は、まだ閲覧者の調べものの参照としては役立たない、ラジオ番組に関連した書きかけの項目です。この項目を加筆・訂正などしてくださる協力者を求めています（P:ラジオ/PJ:放送番組）。 |